# Таранський сільський округ
Тара́нський сільський округ (каз. Таран ауылдық округі, рос. Таранский сельский округ) — адміністративна одиниця у складі Жамбильського району Алматинської області Казахстану. Адміністративний центр та єдиний населений пункт — село імені Балгабека Кидирбекули.
Населення — 2656 осіб (2021; 2078 у 2009, 1642 у 1999, 1910 у 1989).
Станом на 1989 рік існувала Таранська сільська рада (село Таран).